# Paparazzi (film 1998)
Paparazzi è un film italiano del 1998, diretto da Neri Parenti.

## Trama
King, Faina, Er Patata e Ciro 3000 sono quattro paparazzi che gestiscono la "Magica Press", un'agenzia di gossip romana che cerca di cogliere le stelle dello spettacolo italiano nei momenti privati. I problemi aumentano quando ai quattro si aggiunge il Signor Bin, fotografo pasticcione proveniente da Milano, vecchio amico di King, costretto a trasferirsi a Roma per non finire nei guai dopo aver fatto cadere la Madonnina dalla cima del celebre Duomo meneghino, nel tentativo di fotografare Valeria Mazza.
I cinque riescono insieme a fotografare diverse celebrità come Elenoire Casalegno, Anna Falchi, Martina Colombari, Eva Grimaldi e molte altre. Dopo diverse disavventure, i cinque stanchi di correre dietro ai vari scoop, decidono di mettere a segno il colpo della vita, la foto che vale ben 50 miliardi di lire: grazie ad un'amica di Faina pronta a tutto pur di andare sui giornali, fotograferanno nientemeno che una scappatella del Presidente degli Stati Uniti nella sala ovale, portandolo alle dimissioni; divenuti ora loro i vip più ricercati, si nasconderanno in un convento spacciandosi per frati, dove verranno però scoperti da cinque paparazze travestite da suore.

## Produzione

### Riprese
Il film è stato girato tra Roma, Bracciano, Poli, Castelnuovo di Porto, Subiaco, Milano e Olbia.

### Cast
Personaggi secondari
- Paolo Conticini: fidanzato di Elenoire Casalegno
- Roberto Farnesi: fidanzato/marito di Anna Falchi
- Barbara Chiappini: amica di Ela Weber
- Patrizia Loreti: cameriera di Alba Parietti
- Stefano Antonucci: chirurgo
- Brando De Sica: cameriere dell'hotel
- Ugo Conti: Toni
- Morena De Pasquale: infermiera del nido
- Mario Parodi: amante di Brigitte Nielsen
- Sacha M. Darwin: vecchia suora
- Carlo De Palma: bagnino
- Massimo Pittarello: bodyguard di Anna Falchi
- Cristina Parovel: Stefania
- Riccardo Parisio Perrotti: non vedente
- Mohammed Badr-Salem: paziente marocchino della clinica
- Marco Ricci: sosia di Michael Jackson
- Romano Sommadossi: sosia di Silvester Stallone

#### Camei
Sono numerose le celebrità che hanno recitato nel ruolo di loro stesse per la realizzazione della pellicola:
- Ramona Badescu
- Rino Barillari
- Aldo Biscardi
- Nathalie Caldonazzo
- Elenoire Casalegno
- Martina Colombari
- Carlo Conti
- Carmen Di Pietro
- Natalia Estrada
- Anna Falchi
- Emilio Fede
- Tiziana Ferrario
- Gabriel Garko
- Eva Grimaldi
- Claudio Lippi
- Valeriano Longoni
- Valeria Mazza
- Alessia Merz[3]
- Maurizio Mosca
- Alessandro Nesta
- Brigitte Nielsen
- Alba Parietti
- Sandro Paternostro
- Luana Ravegnini
- Vittorio Sgarbi
- Mara Venier
- Ela Weber

## Distribuzione
Il film è uscito nelle sale Italiane il 18 dicembre 1998.

## Colonna sonora
- Garbage - I think I'm Paranoid[3]
- Modern Talking - You're My Heart, You're My Soul '98
- X-Treme - Love Song
- Cher - Believe (nella versione cinematografica)
- Like - Believe - cover tratta da Hit Mania Dance 1999, si sente che è mixata con The Soundlovers - Surrender (sostituisce la versione originale di Cher già dalle prime edizioni in VHS e DVD)
- Nino D'Angelo - Rock and Roll - citata dallo stesso D'Angelo nella scena del provino dei sosia e di ''Quello de Latina''.